# Adel (Iowa)
Adel és una població dels Estats Units a l'estat d'Iowa. Segons el cens del 2000 tenia 3.435 habitants.

## Demografia
Segons el cens del 2000, Adel tenia 3.435 habitants, 1.369 habitatges, i 898 famílies. La densitat de població era de 405,6 habitants per km².
Dels 1.369 habitatges en un 37% hi vivien nens de menys de 18 anys, en un 53,3% hi vivien parelles casades, en un 9,4% dones solteres, i en un 34,4% no eren unitats familiars. En el 30,3% dels habitatges hi vivien persones soles el 14,2% de les quals corresponia a persones de 65 anys o més que vivien soles. El nombre mitjà de persones vivint en cada habitatge era de 2,46 i el nombre mitjà de persones que vivien en cada família era de 3,09.
Per edats la població es repartia de la següent manera: un 28,5% tenia menys de 18 anys, un 7,2% entre 18 i 24, un 29,5% entre 25 i 44, un 20,6% de 45 a 60 i un 14,1% 65 anys o més.
L'edat mediana era de 36 anys. Per cada 100 dones de 18 o més anys hi havia 83,2 homes.
La renda mediana per habitatge era de 39.423 $ i la renda mediana per família de 47.065 $. Els homes tenien una renda mediana de 34.234 $ mentre que les dones 26.516 $. La renda per capita de la població era de 19.743 $. Entorn del 3,1% de les famílies i el 4% de la població estaven per davall del llindar de pobresa.

## Poblacions més properes
El següent diagrama mostra les poblacions més properes.